# Monastero di Hilandar
Hilandar (in serbo Хиландар?, in greco Χιλανδαρίου?, Chilandari) è un monastero ortodosso serbo situato a Monte Athos, in Grecia, fondato nel 1198 dal principe serbo Stefan Nemanja e da suo figlio, il monaco Rastko Nemanjić. La fondazione venne autorizzata mediante una crisobolla dell'imperatore Alessio III Angelo, con la quale veniva donato ai serbi il sito dell'antico monastero di Chilandar, ridotto in rovina all'epoca della donazione, che era stato fondato sul finire del X secolo da Georgios Chelandaris.
Ha subìto un grave incendio il 4 marzo 2004 che ha distrutto circa un quarto dell'edificio.

## Riferimenti in letteratura
Il monastero di Hilandar è una delle ambientazioni principali del romanzo Paesaggio dipinto con il tè (Milano, Garzanti, 1991) dello scrittore serbo Milorad Pavić.